# Orthopsyche neboissi
Orthopsyche neboissi là một loài Trichoptera trong họ Hydropsychidae. Chúng phân bố ở miền Australasia.